# Artur Ierxov
Artur Stanislàvovitx Ierxov (en rus Артур Станиславович Ершов) (Vérkhniaia Pixmà, óblast de Sverdlovsk, 7 de març de 1990) és un ciclista rus, professional des del 2009. Ha combinat amb el ciclisme en pista on ha obtingut una medalla d'or als Campionats del Món i diverses Campionats d'Europa i proves de la Copa del Món.

## Palmarès en ruta
- 2009
  - Vencedor d'una etapa de la Volta a Palència
- 2011
  - Medalla d'or a la Universíada de Shenzhen en contrarellotge per equips
  - Vencedor d'una etapa de la Volta a Navarra
  - Vencedor d'una etapa de la Volta al Bidasoa
- 2012
  - Vencedor d'una etapa a la Volta al llac Qinghai
- 2014
  - 1r al Gran Premi Udmúrtskaia Pravda i vencedor d'una etapa
- 2018
  - Vencedor d'una etapa a la Volta a Costa Rica
- 2020
  - 1r al Tour de Mevlana

### Resultats al Giro d'Itàlia
- 2016. Fora de control (15a etapa)

## Palmarès en pista
- 2007
  -  Campió d'Europa júnior en Persecució
- 2009
  -  Campió d'Europa sub-23 en Puntuació
  -  Campió d'Europa sub-23 en Persecució per equips (amb Alexander Petrovskiy, Ievgueni Kovaliov i Valeri Kaikov)
- 2010
  -  Campió d'Europa sub-23 en Puntuació
  -  Campió d'Europa sub-23 en Persecució per equips (amb Sergey Chernetskiy, Sergey Shilov i Valeri Kaikov)
- 2011
  - Medalla d'or a la Universíada de Shenzhen en Puntuació
  -  Campió d'Europa sub-23 en Persecució
  -  Campió d'Europa sub-23 en Persecució per equips (amb Sergey Chernetskiy, Maxim Kozyrev i Kiril Svéixnikov)
- 2012
  -  Campió d'Europa en Persecució per equips (amb Valeri Kaikov, Aleksei Màrkov i Alexander Serov)
- 2013
  -  Campió de Rússia en Persecució per equips (amb Aleksandr Serov, Ievgueni Kovaliov i Ivan Savitskiy)
- 2015
  -  Campió del món en Puntuació

### Resultats a laCopa del Món
- 2008-2009
  - 1r a Cali, en Persecució per equips
- 2010-2011
  - 1r a la Classificació general i a la prova de Pequín, en Puntuació
- 2012-2013
  - 1r a Aguascalientes, en Òmnium